# Rapnianskaja
Rapnianskaja (biał. Рапнянская; ros. Ропнянская) – stacja kolejowa w miejscowości Stancyja Rapnianskaja, na granicy z Nowopołockiem, w rejonie połockim, w obwodzie witebskim, na Białorusi. Położona jest na linii Witebsk - Dyneburg.